# Evald Tipner
Evald Tipner (Tallinn, 13 de março de 1906 - Tallinn, 18 de julho de 1947) foi um futebolista estoniano,além de jogador de Bandy e Hóquei no gelo.ele jogou 66 vezes pela Seleção Estoniana de Futebol,entre 1924 e 1939,como goleiro e atacante.jogou 7 vezes pelo time de Bandy e uma pelo time de Hóquei no gelo..